# Pere Altarriba
Pere Altarriba, conegut com l'"Estudiant Altarriba" (Belianes s. XVI - ?) fou un bandoler partidari del senyor de Ciutadilla Bernat de Guimerà. El 1591 ell i la seva partida foren acusats de l'assassinat dels cavallers Dimes Llordat i Janot Cadell.